# PowerDNS
PowerDNS Server ist ein unter der GNU General Public License veröffentlichter Nameserver, der verschiedene Datenquellen nach den benötigten Informationen für die DNS-Antworten befragen kann. Die Applikation ist in C++ geschrieben und kann mit allen POSIX-kompatiblen Betriebssystemen wie Linux oder BSD eingesetzt werden sowie unter Windows laufen.

## Besondere Merkmale
PowerDNS Server unterscheidet sich von anderen DNS-Implementationen nicht nur durch die Vielzahl der möglichen Datenquellen, auch Backends genannt, sondern auch durch seinen Paket-Cache. Dieser speichert die DNS-Antworten auf die letzten Anfragen in einem RAM-Cache zwischen und sendet diese auf erneute Anfragen nach dem gleichen Eintrag zurück. Im Gegensatz zu Nameservern wie BIND werden Anfragen nach Einträgen in anderen Nameservern durch ein separates Programm in der PowerDNS-Distribution, dem Recursor, aufgelöst. Im Gegensatz zum Nameserver wird die DNS-Erweiterung DNSSEC im Recursor erst ab Version 4.0 (unvollständig, überarbeitet in Version 4.1) umgesetzt.

## Verfügbare Backends
PowerDNS unterstützt verschiedene Backends für das Speichern der Zonendaten:
bindLiest Zonendaten aus einer Zonendatei des weit verbreiteten BIND-Nameservers
geoipErlaubt je nach IP-Adressbereich oder geographischer Herkunft der IP-Adresse verschiedene Antworten zurückzusenden
gmysqlVerwendet MySQL als Datenbank
godbcGreift auf Zoneninformationen in einer von ODBC unterstützten Datenbank zu
gpgsqlVerwendet PostgreSQL als Datenbank
gsqlite3Verwendet SQLite als Datenbank
ldapHolt Informationen aus einem hierarchisch strukturierten LDAP-Verzeichnis
lmdbVerwendet Lightning Memory-Mapped Database als Datenbank
lua2Ermöglicht das Ermitteln von Zonendaten mit Hilfe einer Lua-Schnittstelle
pipeFragt einen Koprozess nach Antworten auf DNS-Anfragen
remoteFragt einen entfernten Prozess nach Antworten auf DNS-Anfragen (bspw. über HTTP)
tinydnsLiest die Zonendaten aus einer Datenbank von tinydns

## PowerDNS Recursor
PowerDNS Recursor ist ein rekursiver bzw. caching-only Nameserver, welcher sowohl als separates Paket verfügbar, als auch in der PowerDNS Server Source enthalten ist. Der Recursor steht ebenso wie der autoritative Server unter GPL und wird bereits von mehreren großen ISPs anstelle von BIND als resolver eingesetzt.
Ebenso wie der autoritative Server ist der Recursor in C++ geschrieben und benutzt – obwohl er singlethreaded ist – einige Funktionen der Threading-Bibliothek Boost.
Trotz seiner Bestimmung als caching-only Nameserver kann der Recursor durch Mitbenutzung des BIND-Backend Code vom PowerDNS Server Zonenfiles in BIND-Syntax laden und im DNS verfügbar machen.
Es ist möglich, den Recursor hinter einer PowerDNS Server Instanz laufen zu lassen, sodass letzterer zunächst die autoritative Seite abfängt und dann der Recursor das resolven übernimmt. Empfehlenswert ist es aber, den Recursor frei laufen zu lassen: Zum einen ist dies der Performance zuträglich und zum anderen läuft man so nicht Gefahr, dass die Benutzer evtl. veraltete Zonen zu sehen bekommen, welche längst nicht mehr im weltweiten DNS Baum delegiert sind.
Ab Version 3.1.7 erlaubt PowerDNS Recursor das Einbetten von Lua-Code über den sich das Antwortverhalten des Servers sowohl vor dem eigentlichen rekursiven Durchwandern des DNS Baumes, als auch nach Erhalt einer NXDOMAIN-Antwort manipulieren lässt.